# Sali Kachau
Sali Kachau (755 circa) è stato un sovrano e condottiero mongolo, diretto progenitore della futura stirpe reale di Gengis Khan.

## Vita
Fu un Khan dei Mongoli. Di lui poco è noto.
Era figlio di Aujun Boroul Khan e nipote di Korichar Khan.

## Discendenze
Il primo dei suoi figli fu Yeke Nidun Khan, padre di Sam Sochi (poi padre di Karchu Khan). Tra i suoi discendenti diretti c'è, oltre a Gengis Khan, anche Tamerlano.